# فریدونی (فردوس)
روستای فریدونی، روستای کوچکی است که در دهستان باغستان از توابع بخش اسلامیه شهرستان فردوس قرار دارد. بر اساس سرشماری سال ۱۳۹۵، جمعیت این روستا، ۵۲ نفر بوده‌است.

## موقعیت
فریدونی در فاصله ۲۰ کیلومتری شمال شرقی شهر فردوس و در مسیر جاده فردوس-گناباد واقع شده‌است. مردمش به گویش تونی صحبت می‌کنند.